# Mucolipidosi
Per  mucolipidosi  in campo medico, si intende un gruppo di malattie del metabolismo dove avviene un accumulo di lipidi e di mucopolisaccaridi nei tessuti interstiziali. Tali malattie inoltre si distinguono per la mancata presenza di mucopolisaccaridi nelle urine.

## Eziologia
la causa delle malattie è un aumento smisurato e accumulo di carboidrati o di lipidi nelle cellule. Tale anomalia è causata da un mancato funzionamento degli enzimi addetti al consumo delle sostanze, spesso avviene sin dalla nascita.

## Tipologia
- Malattia cellulare I (detta anche mucolipidosi II )
- Polidistrofia pseudo-Hurler (detta anche mucolipidosi III)
- Mucolipidosi IV